# Palaeanodonta
Palaeanodonta — вимерла клада ящерів. Вони були комахоїдними, можливо, рийними, і жили від раннього палеоцену до раннього олігоцену в Північній Америці, Європі та Східній Азії. Хоча таксономічна належність Palaeanodonta обговорюється, найпоширенішою є думка, що вони є сестринською групою ящерів.